# Cricotopus parafuscatus
Cricotopus parafuscatus is een muggensoort uit de familie van de dansmuggen (Chironomidae). De wetenschappelijke naam van de soort is voor het eerst geldig gepubliceerd in 1971 door Sublette and Sublette.